# Prehipertensión
El JNC-7 (The Seventh Report of the Joint National Committee on Prevention, Detection, Evaluation, and Treatment of High Blood Pressure) definió como prehipertensión al valor de presión que oscila entre los 120-139 de presión arterial sistólica y/o entre los 80-89 de presión arterial diastólica. Es en este punto en el cual el paciente debe comenzar un cambio en su estilo de vida, principalmente en cuanto a reducción de peso en obesos, abandono del consumo de cigarrillos, dieta rica en verduras, frutas y pescado y baja en grasas, sodio y colesterol (dieta DASH), actividad física, preferentemente ejercicios isotónicos (p. ej. trotar, nadar, etc.) y moderación en el consumo de alcohol.
La Sociedad Europea de Cardiología en 2007 definió los valores de presión arterial 120/80-129/89 como normales y las cifras 129/89-139/99 como normales-altos, y recomendó también la modificación del estilo de vida en pacientes sin otros factores de riesgo cardiovascular, y el tratamiento farmacológico en pacientes con enfermedad renal o cardiovascular establecida y en diabéticos con valores normales altos.